# Hrabstwo Redwood

Piramida wieku hrabstwa

Hrabstwo Redwood – jedno z hrabstw na terenie amerykańskiego stanu Minnesota. Populacja hrabstwa wynosi 16 815 mieszkańców, dane te pochodzą ze spisu powszechnego z 2000 roku. Stolicą hrabstwa Redwood jest miejscowość Redwood Falls.

## Geografia
Według United States Census Bureau powierzchnia hrabstwa wynosi 2282 km² z czego 2878 km² stanowi ląd a 4 km² stanowią wody śródlądowe (większość wód w hrabstwie stanowi rzeka Redwood).
W hrabstwie znajduje się sześć jezior, którymi są:
- Jezioro Daubs w Township Vail
- Jezioro Gales w Township Gales
- Jezioro Long w Township Swedes Forest
- Jezioro Three w Township Three Lakes
- Jezioro Tiger w Township Honner
- Jezioro Redwood w Redwood Falls

### Główne szlaki drogowe
| - Autostrada 13 - Autostrada 71 - Autostrada stanowa 19 - Autostrada stanowa 67 | - Autostrada stanowa 68 - Autostrada stanowa 330 |

Hrabstwo graniczy z sześcioma hrabstwami w tym m.in
- Hrabstwem Brown
- Hrabstwem Cottowood

## Demografia
Według spisu z 2000 roku hrabstwo zamieszkuje 16 815 osób które tworzą 6674 gospodarstw domowych oraz 4524 rodzin. Gęstość zaludnienia wynosi 19 osób/km². Hrabstwo zamieszkuje 94,97% ludności  białej, 0,13% czarnej, 3,24% Indian, 0,32% Azjatów, 0,07% mieszkańców Pacyfiku, 0,85% dwóch lub więcej ras oraz 0,43% ludność innych ras. 1,14% ludności hrabstwa stanowią Hiszpanie oraz Latynosi. Pochodzenia niemieckiego jest 56% mieszkańców a norweskiego, 14% populacji.
W hrabstwie znajduje się 6674 gospodarstw domowych w których 31,5% stanowią dzieci poniżej 18 roku życia mieszkający z rodzicami, 57,3% małżeństwa mieszkający wspólnie, 7,1% stanowią samotne matki oraz 32,2% to osoby nie posiadające rodziny. 28,8% wszystkich gospodarstw składa się z jednej osoby a 14,7% w wieku powyżej 65. roku życia żyje samotnie. Średnia wielkość gospodarstwa domowego wynosi 2,44 osoby a rodziny 3,02 osoby.
Przedział wiekowy populacji hrabstwa kształtuje się następująco: 26,5% osób poniżej 18. roku życia, 6,6% pomiędzy 18. a 24. rokiem życia, 24,8% pomiędzy 25. a 44. rokiem życia, 22,7% pomiędzy 45. a 64. rokiem życia oraz 19,3% osób powyżej 65. roku życia. Średni wiek populacji wynosi 40 lat. Na każde 100 kobiet przypada 99,7 mężczyzn. Na każde 100 kobiet powyżej 18. roku życia przypada 96,5 mężczyzn.
Średni dochód na gospodarstwo domowe wynosił 37 352 dolarów a na rodzinę dochód wynosił 46 250 dolarów. Mężczyźni osiągają średni dochód w wysokości 30 251 dolarów a kobiety 21 481 dolarów. Średni dochód na osobę w hrabstwie wynosi 18 903 dolarów. Około 5,5% rodzin oraz 7,7% populacji żyje poniżej granicy minimum socjalnego z tego 8,3% poniżej 18 roku życia oraz 8,8% powyżej 65. roku życia.

## Miasta
- Belview
- Clements
- Delhi
- Lamberton
- Lucan
- Milroy
- Morgan
- Redwood Falls
- Revere
- Sanborn
- Seaforth
- Vesta
- Wabasso
- Walnut Grove
- Wanda